# Zisterzienserinnenabtei Saint-Jacques (Vitry-en-Perthois)
Die Zisterzienserinnenabtei Saint-Jacques (Vitry-en-Perthois) war von 1234 bis 1752 ein Kloster der Zisterzienserinnen in Vitry-en-Perthois, einer Gemeinde im Département Marne in Frankreich.

## Geschichte
Unweit des Klosters Trois-Fontaines stiftete Theobald IV., Graf von Champagne 1234 beim heutigen Vitry-en-Perthois am Fluss Saulx das Zisterzienserinnenkloster Saint-Jacques, das als Herberge für die Pilger des Jakobsweges diente. 1747–1751 kam es unter Äbtissin Marie-Thérèse de Napier (1720–1762) zur Eingliederung der wegen Überschuldung aufgelösten Abtei Saint-Pantaléon (Saint-Dizier). 1792 wurde das Kloster durch die Französische Revolution aufgelöst. In Vitry erinnern heute nur noch einige Flurnamen („Ferme de Saint-Jacques“ u. a.) an das einstige Kloster.

### Handbuchliteratur
- Laurent Henri Cottineau: Répertoire topo-bibliographique des abbayes et prieurés. Bd. 2. Protat, Mâcon 1939–1970. Nachdruck: Brepols, Turnhout 1995. Spalte 3411 (s. v. Vitry-en-Perthois).
- Bernard Peugniez: Le Guide Routier de l’Europe Cistercienne. Editions du Signe, Straßburg 2012, S. 131.
- Gereon Christoph Maria Becking: Zisterzienserklöster in Europa, Kartensammlung. Lukas Verlag, Berlin 2000, ISBN 3-931836-44-4, Blatt 63 B und S. 108.